# ぢゅん子
ぢゅん子（ぢゅんこ、11月28日 - ）は、日本の漫画家。女性。神奈川県出身、東京都在住。血液型はA型。同人活動を経て、2009年ごろにデビュー。『私がモテてどうすんだ』で2016年に第40回講談社漫画賞少女部門を受賞。

## 人物
うさぎ（ネザーランド・ドワーフのオス）を飼っており、名前はしめじ。小さい頃は主にアニメとドリフと動物番組を観て育った。

## 作品リスト

### 漫画作品
- おうちへ帰ろう（『別冊MARBLE』夏号（2006年））
- 王様ウィスパー（『GUSH』2008年6月号）
- 暴れん坊♥彼氏（『リンクス』掲載）
- オール・アバウト・マイ・ブラザー
- ピアノ･レッスン
- リプレイ（『GUSH』2009年2月号）
- キミノート（『GUSH』2009年6月号・9月号・12月号）
- 王子の帰還
- メタモルフォーゼ
- 彼のとなり
- ハニトラ（『GUSH』2010年2月号）
- 少年スクラブ（『Chara』2010年4月号）
- ライク・ア・スター（『GUSH』2010年5月号）
- コンビニくん。（『Chara』2010年10月号 - 2011年8月号[注釈 1]）
- スターライクワーズ（『GUSH』2010年7月号・11月号・12月号[9]）
- 傘の下、ふたり（『GUSH』2011年7月号 - 2011年11月号）
- お譲りします、どこまでも（『Chara』2011年12月号 - 2012年10月号）
- キミノート＆スターライクワーズ＆傘の下、ふたり 番外編 星に願いを[注釈 2]（『GUSH』2012年5月号[10]）
- レシピの王子様（『マガジンBE-BOY』2012年6月号 - 2013年4月号）
- きみと歩く（『GUSH』2013年1月号[11]）
- 私がモテてどうすんだ（『別冊フレンド』2013年5月号 - 2018年3月号[12][13]）
- タイトル不明[注釈 3]（『弱虫ペダル』公式アンソロジー 放課後ペダル3[14]）
- マンガ酒（『月刊コミックゼノン』11月号[15][16]）
- ヲタ・ドル 推しが私で 私が推しで（『別冊フレンド』2019年7月号[17] - 2020年10月号[18]）
- ウルトラレアになりたい者ども（『ミステリーボニータ』2021年11月号[19]、『吸血鬼すぐ死ぬ』公式アンソロジー企画「新横浜で会いましょう」第4弾） - 『新横浜で会いましょう』第1巻収録[20]
- 白雪友芽とn人の夢彼氏（『月刊プリンセス』2024年11月号[21] - ）

### イラスト
- わたしとピーチガール（『別冊フレンド』2017年6月号[22]） - イラストコラム。
- 平成30年7月豪雨の復興支援企画「西日本応援イラスト集」イラスト[23]（2018年8月）
- ディズニー公式のイラスト集『ミッキーマウス90周年記念イラスト集 gift』イラスト[24]（2019年6月28日発売）
- 「蔵人美男児」イラスト展「蔵人美男児展 〜美少年百周年記念〜」イラスト[25]（2020年8月）
- 『放課後ペダル』8巻（イラスト[26]）

### 書籍
幻冬舎コミックス〈バーズコミックス リンクスコレクション〉
- 暴れん坊♥彼氏（2009年3月24日発売[27]、ISBN 978-4-344-81597-1）
  - 「オール・アバウト・マイ・ブラザー」「ピアノ･レッスン」併録。

海王社〈GUSH COMICS〉
- キミノート（2010年4月10日発売[28]、ISBN 978-4877241773）
  - 「リプレイ」「王様ウィスパー」「おうちへ帰ろう」併録。
- スターライクワーズ（2011年4月10日発売[29]、ISBN 978-4796401586）
  - 「ライク・ア・スター」「ハニトラ」併録。
- 傘の下、ふたり（2012年3月10日発売[30]、ISBN 978-4796402804）

大洋図書〈ミリオンコミックス Hertzシリーズ〉
- 王子の帰還（2010年5月1日発売、ISBN 978-4813052494）
  - 「メタモルフォーゼ」「彼のとなり」併録。

徳間書店〈Charaコミックス〉
- コンビニくん。（2011年11月25日発売[31]、ISBN 978-4199604973）
  - 「少年スクラブ」併録。
- お護りします、どこまでも（2012年11月24日発売[32]、ISBN 978-4199605338）

リブレ〈BE×BOY COMICS〉
- レシピの王子様（2013年7月10日発売[33]、ISBN 978-4799713426）

講談社〈講談社コミックス別冊フレンド〉
- 私がモテてどうすんだ（2013年 - 2018年刊、全14巻）
- ヲタ・ドル 推しが私で 私が推しで（2019年 - 2020年刊、全4巻）
  1. 2019年9月13日発売[34]、ISBN 978-4-06-516943-8
  2. 2019年12月13日発売[35]、ISBN 978-4-06-517959-8
  3. 2020年6月11日発売[36]、ISBN 978-4-06-519777-6
  4. 2020年11月13日発売[37]、ISBN 978-4-06-521380-3

### アンソロジー
- 恋する暴君ファンブック（2014年8月9日発売[38]、ISBN 978-4796405782）
- 私がモテてごめんなさい（2015年6月12日発売[39]、ISBN 978-4-06-341964-1
  - 「私がモテてどうすんだ 番外編」収録。表紙も担当。
- 私だってモテてみたい（2016年10月13日発売[40]、ISBN 978-4-06-392082-6
  - 「私がモテてどうすんだ 番外編〜彼が××になるなんて〜」収録。表紙も担当。
- ハイスぺ男子vol.1 別フレ×デザートワンテーマコレクション[41] - 電子書籍限定配信。
  - 「私がモテてどうすんだ」第1話収録。
- ハイスぺ男子vol.2 別フレ×デザートワンテーマコレクション[42] - 電子書籍限定配信。
  - 「私がモテてどうすんだ」第2話収録。
- ハイスぺ男子vol.3 別フレ×デザートワンテーマコレクション[43] - 電子書籍限定配信。
  - 「私がモテてどうすんだ」第3話収録。
- ハイスぺ男子vol.4 別フレ×デザートワンテーマコレクション[44] - 電子書籍限定配信。
  - 「私がモテてどうすんだ」第4話収録。
- ハイスぺ男子vol.5 別フレ×デザートワンテーマコレクション[45] - 電子書籍限定配信。
  - 「ヲタ・ドル 推しが私で 私が推しで」第1話収録。
- ハイスぺ男子vol.6 別フレ×デザートワンテーマコレクション[46] - 電子書籍限定配信。
  - 「ヲタ・ドル 推しが私で 私が推しで」第2話収録。
- ハイスぺ男子vol.7 別フレ×デザートワンテーマコレクション[47] - 電子書籍限定配信。
  - 「ヲタ・ドル 推しが私で 私が推しで」第3話収録。
- ハイスぺ男子vol.8 別フレ×デザートワンテーマコレクション[48] - 電子書籍限定配信。
  - 「ヲタ・ドル 推しが私で 私が推しで」第4話収録。表紙も担当[注釈 4]。

## 師匠
- 影木栄貴[49] - 『私がモテてどうすんだ』ではスペシャルアドバイザーを務めた。